# Androsace hybrida
Androsace hybrida là một loài thực vật có hoa trong họ Anh thảo. Loài này được A.Kern. mô tả khoa học đầu tiên năm 1875.